# Палац Чепаук

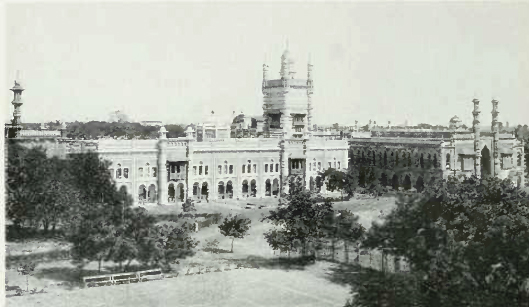
Палац Чепаук, панорама.

Палац Чепаук (англ. Chepauk Palace) — колишня офіційна резиденція наваба Аркоти з 1768 по 1855 роки. Палац розташований на околиці міста Чепаук, штат Ченнаї, Індія та збудований в індо-сарацинському архітектурному стилі. Є архітектурним та історичним символом міста Чепаук, а також історичною пам'яткою штату Ченнаї.

## Історія
Наприкінці Карнатських війн, попередньо незалежне королівство Карнати, стало під протекторат Ост-Індійської компанії Британії. Наваб, Мухаммед Алі Хан Валая був близьким другом і союзником британців та залежав від військ компанії задля свого захисту. Так, у 1764 році він надумав побудувати для себе палац за валами форту Святого Джорджа. Однак, через обмеженість місця, Валая був змушений відмовитись від своїх планів і, замість цього, збудував палац у місті Чепаук, за кілька миль на південь від форту.
У 1840-х Палац Чепаук став центром проведення спортивних турнірів Мадраса. Тут проходили турніри зі сквошу, крикету, тенісу, хокею на траві та інших видів спорту.
Тут же і знаходився Крикетний клуб Макдраса (Madras Cricket Club).

Коли князівством Карнати перестало існувати у 1855 році, за доктриною Лапсе, палац Чепаук був виставлений на аукціон, щоб оплатити борги Наваби та, зрештою, був придбаний урядом Мадрасу. Палац слугував офісом Департаменту по державним прибуткам і зборам (The office of the revenue board) та Секретаріату департаменту громадських робіт (The Public Works Department (PWD) Secretariat). У 1871 році Роберт Чісхолм побудував нову будівлю державного архіву та департаменту по державним прибуткам.
Палац Чепаук є частиною комплексу Ezhilagam, де розміщені урядові установи. Через зневажливе ставлення до пам'ятки архітектури, а також зруйновані стіни палацу його прозвали «будівлею нестабільної конструкції» (structurally unstable).
Зараз палац є історичною та архітектурною пам'яткою Індії.

## Архітектура
Палац Чепаук складається з двох частин — північна частина відома, як Калса Махал, в той час, як південна частина відома, як Хумаюн Махал. Палац побудований на території у 117 акрів та оточений стіною.

## Галерея

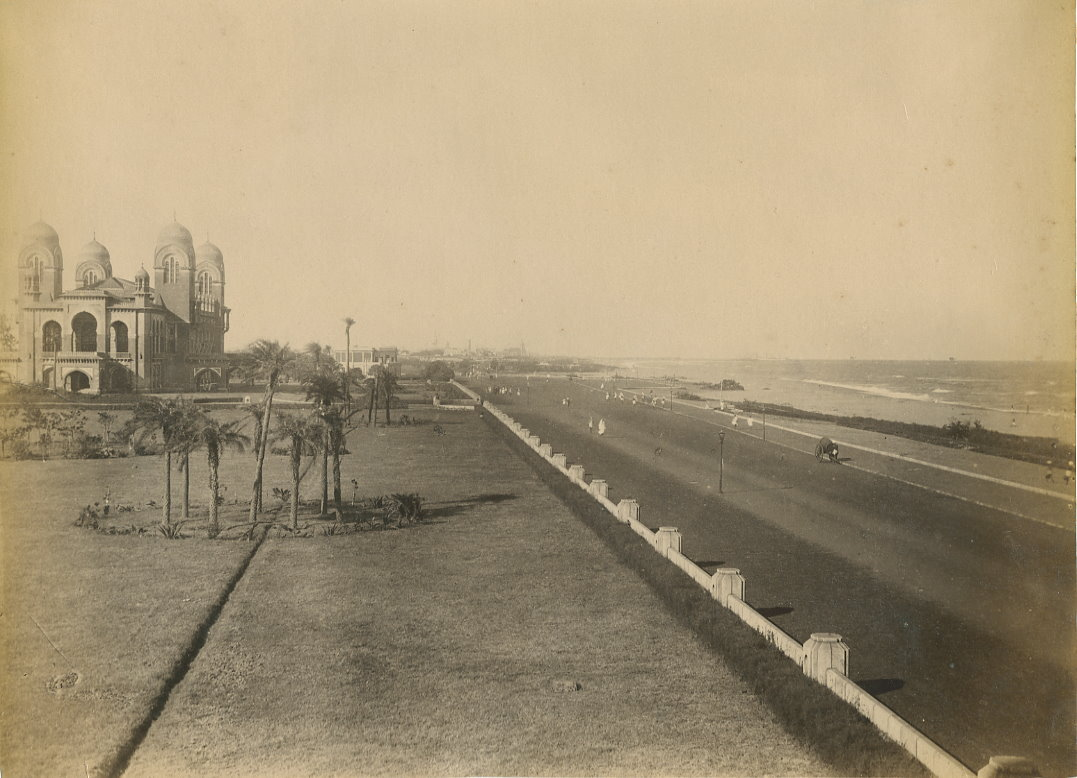
Палац Чепаук 1890 рік
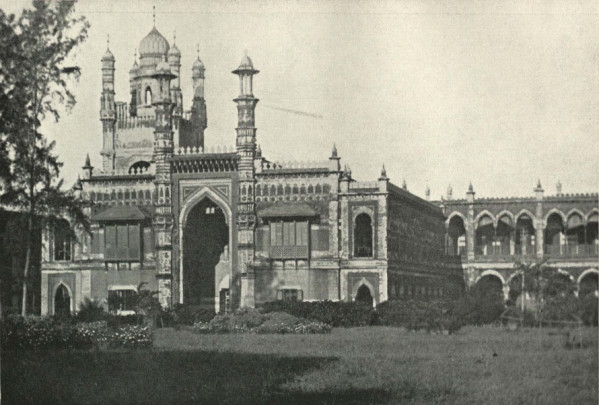
Палац Чепаук
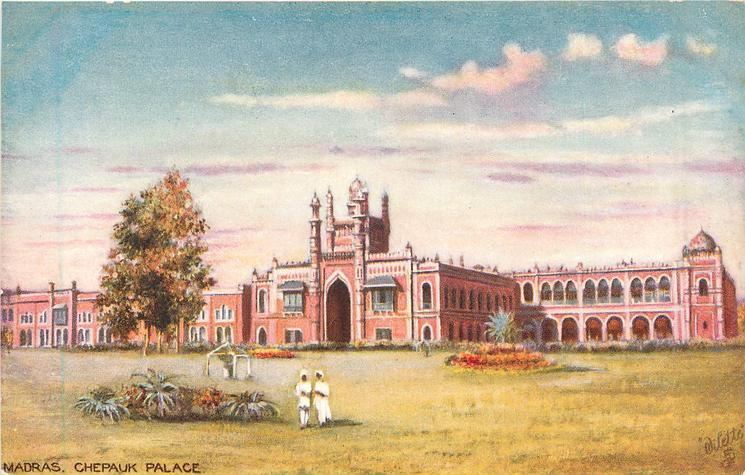
Палац Чепаук, 1907 рік
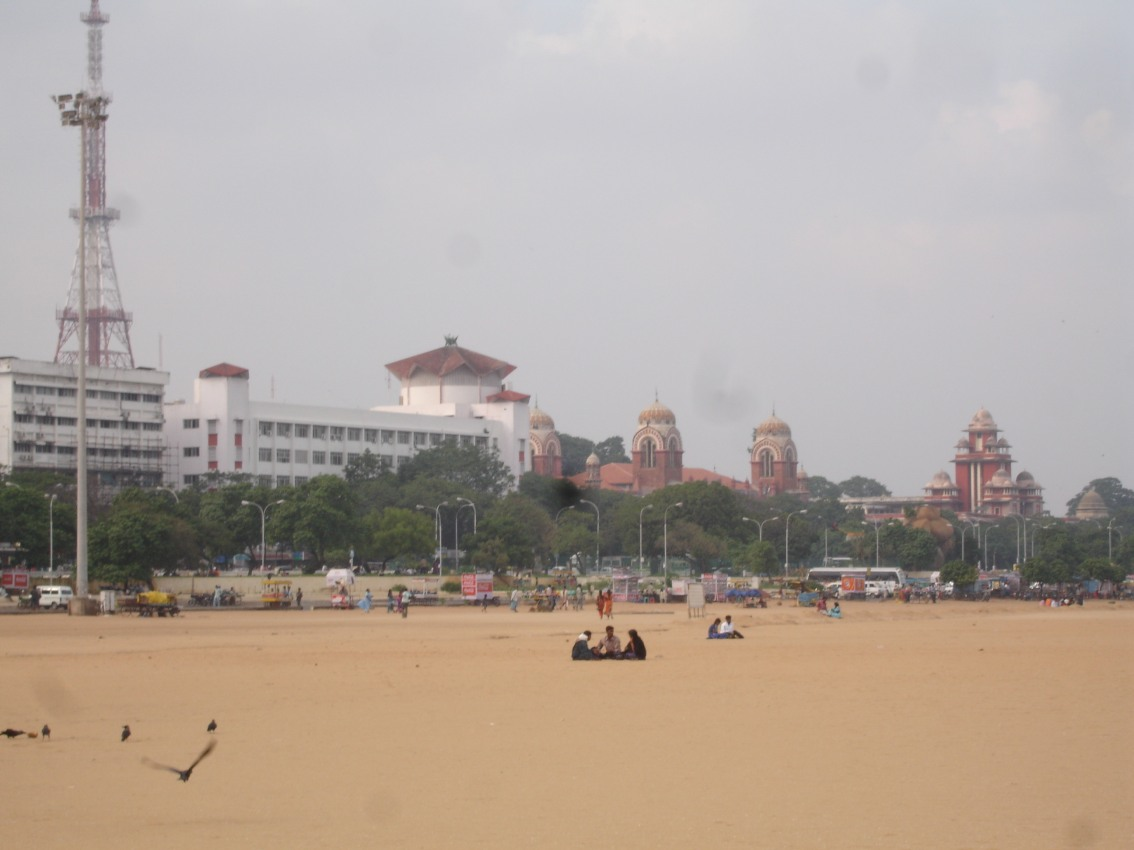
Панорама Палац Чепаук, фото 2005 рік